# Altes Rathaus (Hannover)

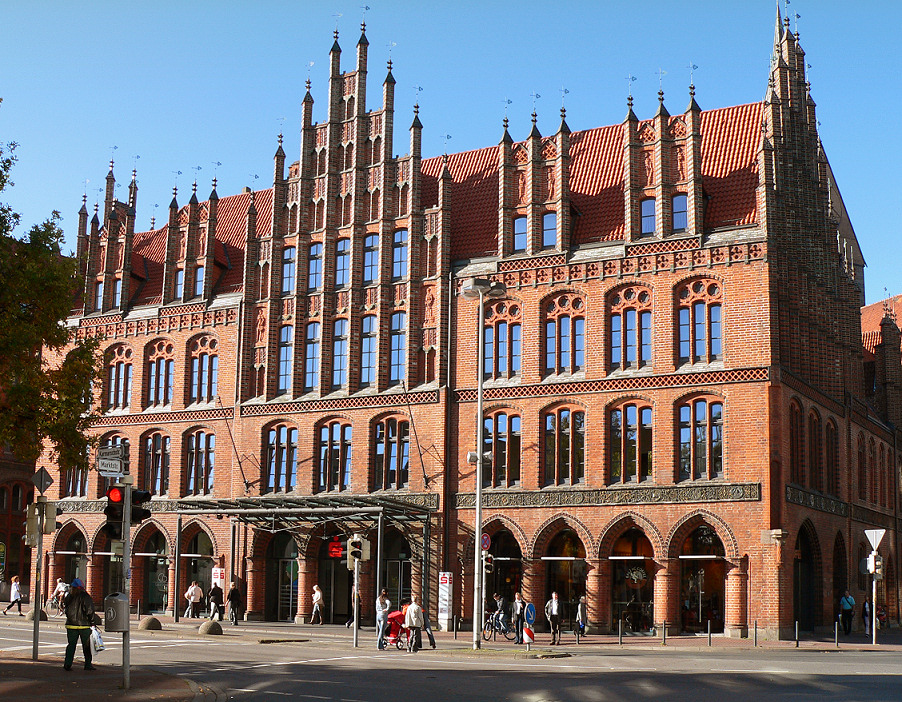
El ala moderna del arquitecto Conrad Wilhelm Hase en la Karmarschstraße

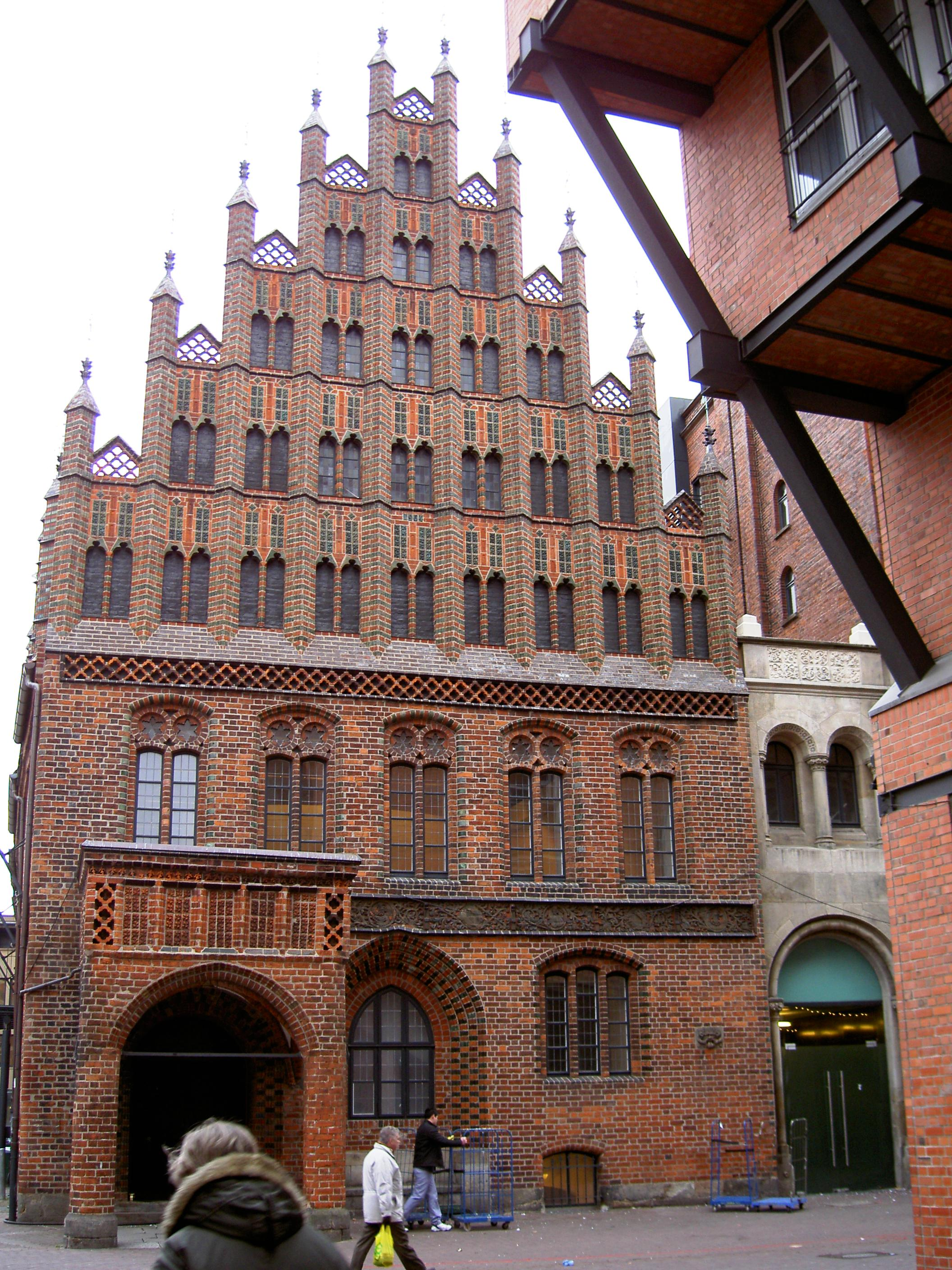
El Schaugiebel reconstruido en 1964 en el estilo del siglo XV

El Altes Rathaus (ayuntamiento antiguo) fue el primer ayuntamiento de la ciudad de Hannover. Se encuentra en el barrio de Mitte y es el edificio profano más antiguo de la ciudad. Su parte más antigua, que da a Marktplatz y Marktstraße, fue construida al mismo tiempo que la iglesia de Marktkirche, tratándose del grupo arquitectónico en gótico báltico más al sur. 
El consejo de la ciudad de Hannover celebró sus reuniones desde 1303 en el salón de baile de la primera planta. Debajo de este se encuentra, en la planta baja, una sala que sirvió como almacén de mercancías y más tarde como Ratskeller. Al subir el nivel de la calle, la planta baja acaba convertida en un sótano.
En 1863 la administración municipal abandona el Alte Rathaus y se traslada al Wangenheimpalais. El Neues Rathaus (nuevo ayuntamiento) se completa el año 1913 y la administración se traslada hasta allí. El bombardeo de Hannover de 1943 destruyó en parte la manzana, sobre todo sus partes más antiguas. En 1953 se reconstruye el edificio y en 1964 se completa la coronación de la Schaugiebel, la falsa fachada que corona el ayuntamiento.
Hoy podemos encontrar en la ampliación del conjunto un restaurante y tiendas. En el siglo XIX se anexiona el llamado Dogenpalast (palacio ducal), donde hoy en día se halla la entrada al registro civil, en la calle Köbelinger, por lo que se permite a los recién casados fotografiarse en su interior.
Durante una intervención en el año 1999, se modificó el patio interior cubriéndolo con techo de vidrio. El 19 de junio de 2001 causó gran revuelo un accidente mortal en el edificio, cuando la caída de una estatua causó la muerte de un niño de 4 años.

## Historia de la construcción
La primera parte del edificio ya fue levantada en 1410. Después de ello, fue ampliado y remodelado varias veces. La planta baja se convirtió en sótano debido a la basura y escombros depositados desde la Edad Media en el mercado que existía a los alrededores. En 1844 se amplió el edificio con una nueva ala. A finales del siglo XIX se encontraba en muy mal estado, por lo que hubo una iniciativa ciudadana para salvar el edificio. El arquitecto Conrad Wilhelm Hase accedió a hacer una restauración en estilo para dejarlo como en el año 1500. En 1900 las mujeres del mercado tenían sus puestos bajo los grandes ventanales. 

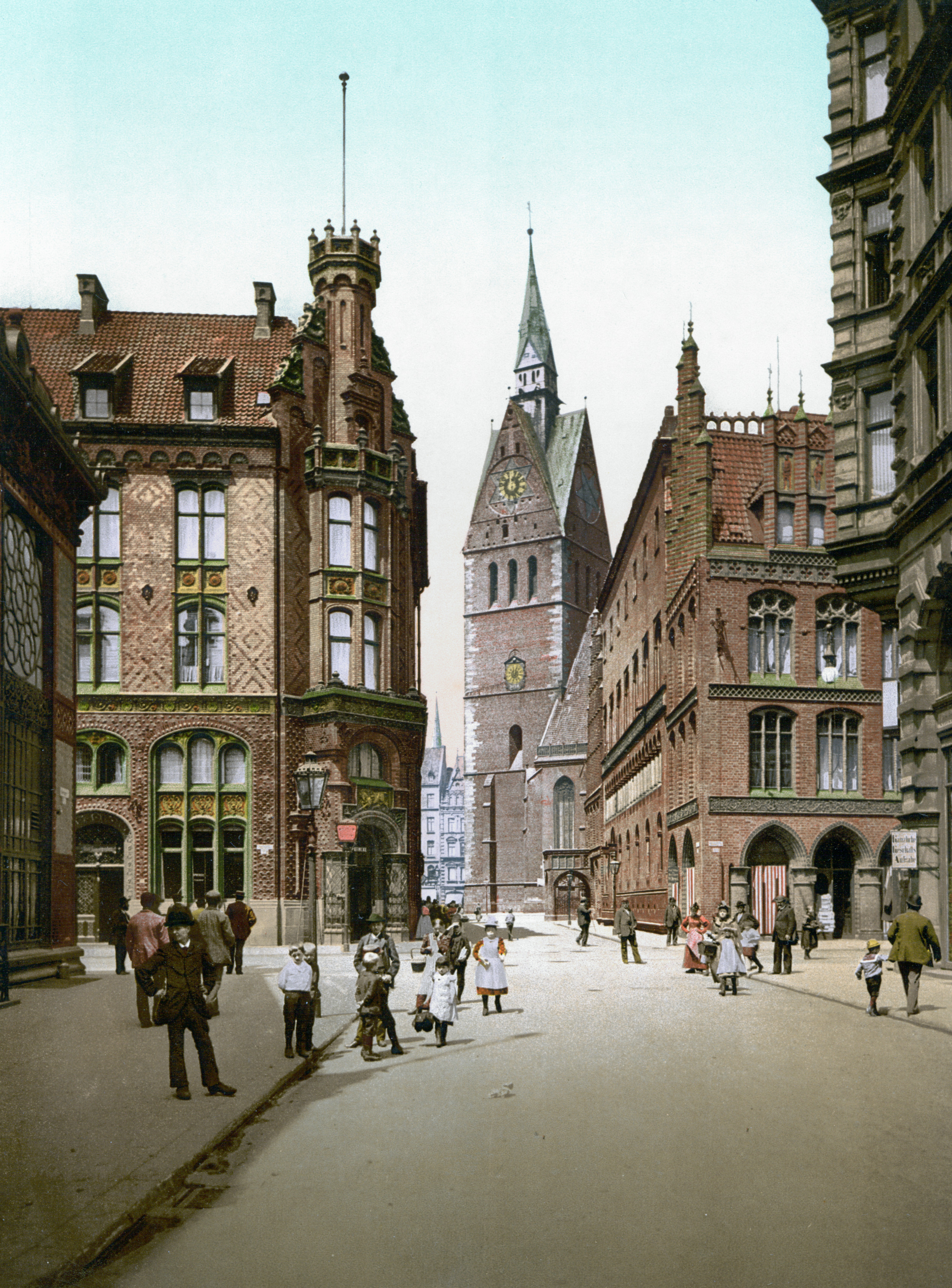
En el medio se encuentra la Marktkirche y a la derecha el Alte Rathaus en 1895
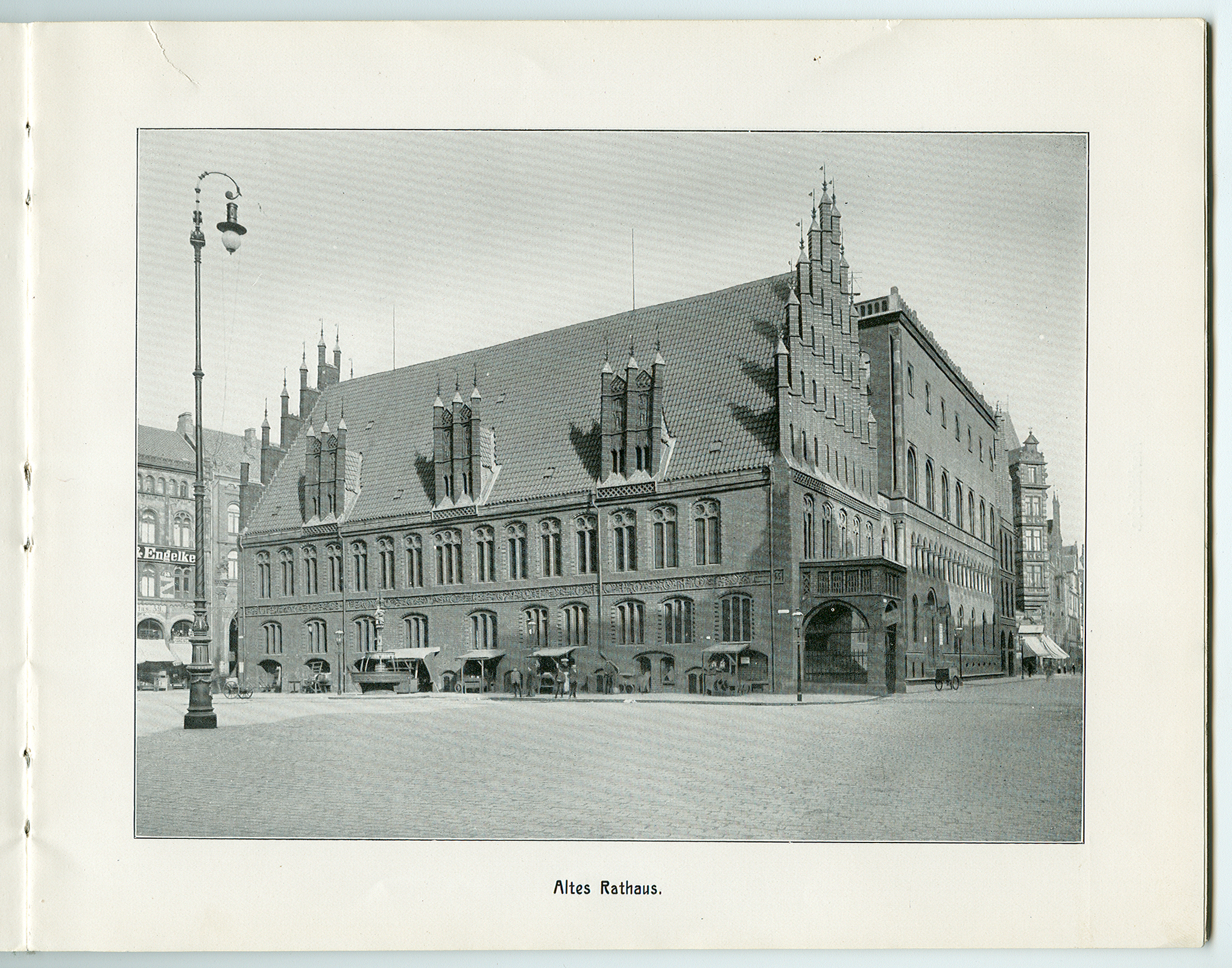
La parte antigua, restaurada en 1900. Al a la derecha el "Dogenpalast", Foto de Karl Friedrich Wunder
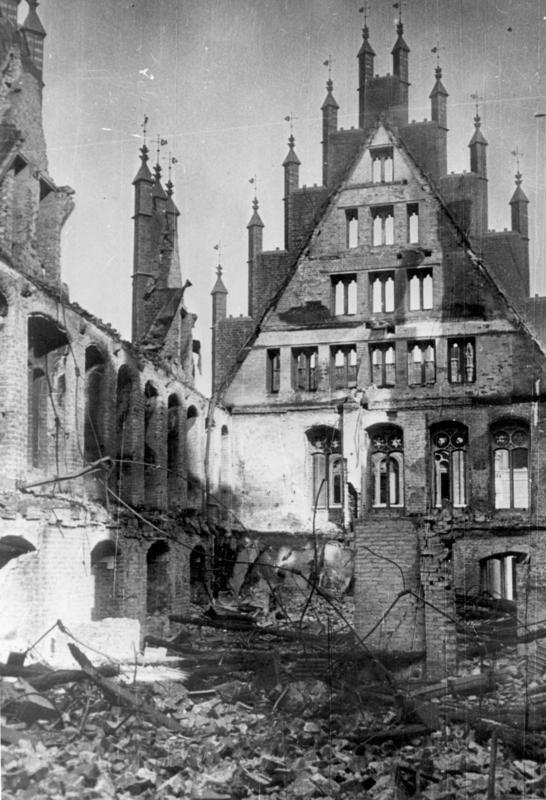
Ruinas del Altes Rathaus tras el bombardeo de 1943
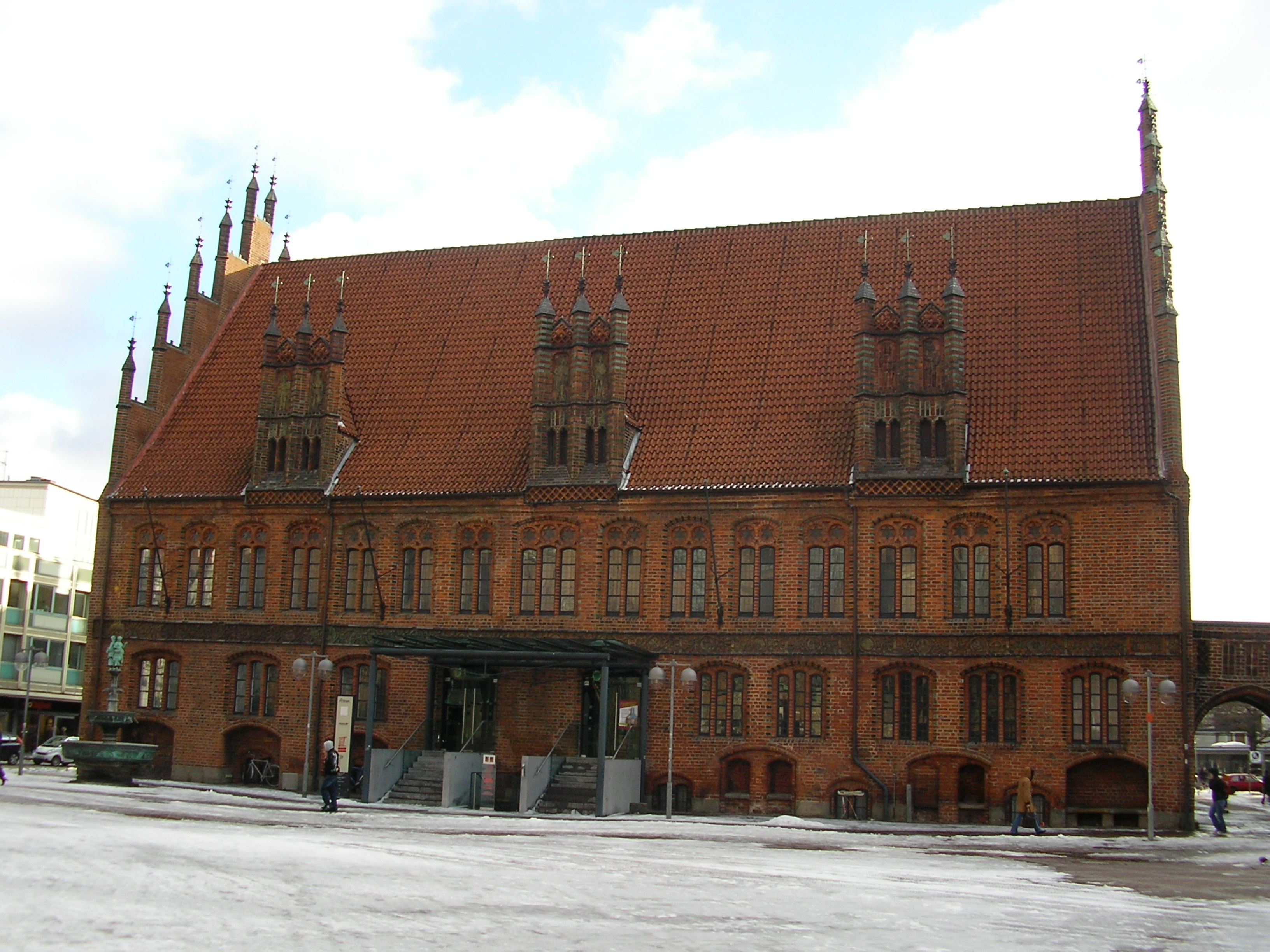
Fachada lateral del Altes Rathaus